# اسفنگولیپیدوز
اسفنگولیپیدوز (به انگلیسی: Sphingolipidoses) به معنای تجمع غیرطبیعی اسفنگولیپیدها در بدن است.

## اسفنگولیپیدها
اسفنگولیپیدها در تمامی بدن وجود دارند، اما در سیستم عصبی از اهمیت خاصی برخوردارهستند. از ایندسته ترکیبات، گالاکتوسربروزید، سولفاتیدها و اسفنگومیلین اجزاء اصلی غلافهای میلین هستند و گانگلیوزیدها بویژه در ماده خاکستری مغز یافت می‌شوند؛ بنابراین اسفنگولیپیدوزها معمولاً با مشکلات اولیه در سیستم عصبی مرکزی یا محیطی تظاهر می‌کنند. علاوه بر این اسفنگولیپیدها اغلب در سیستم رتیکولواندوتلیال یا سایر سلولها تجمع می‌یابند.

## علائم بالینی
یافته‌های بالینی مشخص این بیماریها شامل عقب ماندگی روانی حرکتی پیشرونده، مشکلات عصبی بویژه اپیلپسی، عدم تعادل یا اسپاستیسیتی است. بزرگی کبد و بزرگی طحال ناشایع نیست، اما تغییر شکل ظاهری یا اسکلتی نادر است (بجز در گانگلیوزیدوز GM1). در برخی از نقائص لکه قرمز آلبالویی در ماکولا و سلولهای کف آلود در مغز استخوان یا لنفوسیتهای واکوئل دار مشاهده می‌گردد. یافته‌های بالینی گرفتاری سیستم عصبی و رادیوگرافیهای این سیستم همیشه اختصاصی نیست. برخی از اسفنگولیپیدوزها ممکن است در بررسی الیگوساکاریدهای ادرار کشف شوند. لکودیستروفی متاکروماتیک و بیماری کرابه از دسته لکودیستروفی‌های لیزوزومی هستند که به‌طور بالینی از سایر اسفنگولیپیدوزها قابل افتراق می‌باشند.